# Виден (део бечког округа)
Виден је до 1850. године био самостална општина, а данас је дио 4. истоименог бечког округа. 
Прво документовано помињање овог дијела Беча јесте из 1211. године као Видем у свези са утемељењем такозване болнице Светог Духа. Име овога дијела потиче од ријечи „Видум“, тј. „посјед“ једне католичке цркве. Првобитно насеље Виден настало је крајем 12. вијека. Простирало се преко Винерфлуса, па све до данашњег Карлсплаца. Ово, некада густо насељено предграђе беча било је спаљено два пута за вријеме турских опсада Беча 1529. и 1683. године. Главнина овог насеља изграђена је углавном у 18. вијеку, када су саграђене и многе племићке палаче. Године 1850. насеље Виден је коначно припојено новом, истоименом 4. бечком општинском округу. 
Виденов грб показује једно врбино дрво, које расте на равној подлози, која представља Виден, чије име се изводи од ријечи црквени посјед Widum. Виден је био у посједу цркве Светог Стефана од 1137. до 1723. године.